# قصبي
القصبي هو أحد أنواع التمور التي تنتجها واحات نفزاوة بالجنوب التونسي. ويؤكل بسرا ورطبا، وهو لا يخزن. ويتميز بطول ثماره التي قد تصل 3 سنتيمترات.وتتميز بالمذاق الحلو وهي من الأصناف المفضلة لدى سكان الواحات ويكون النضج والجني على مراحل . 

## معرض الصور

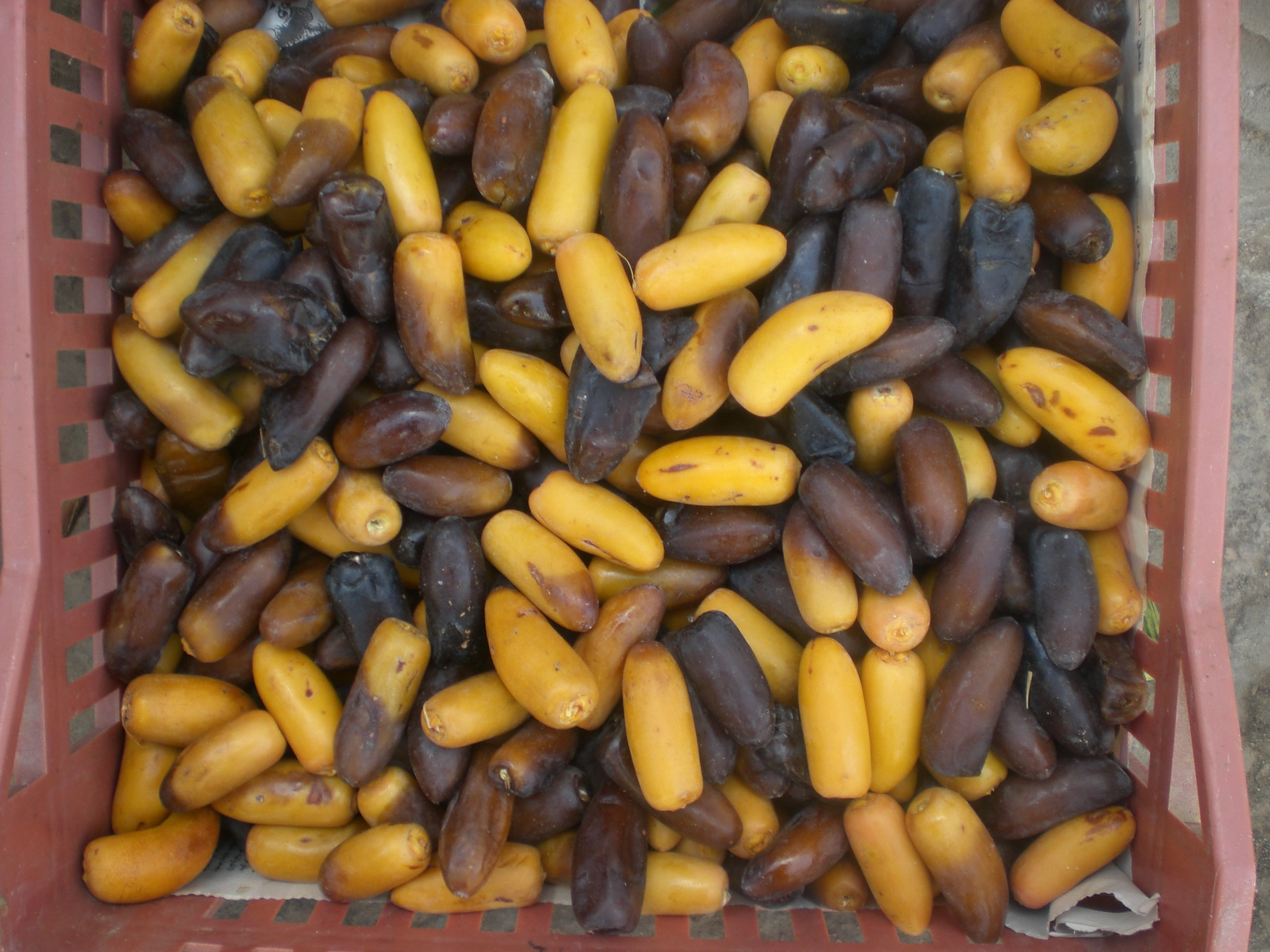
تمور القصبي
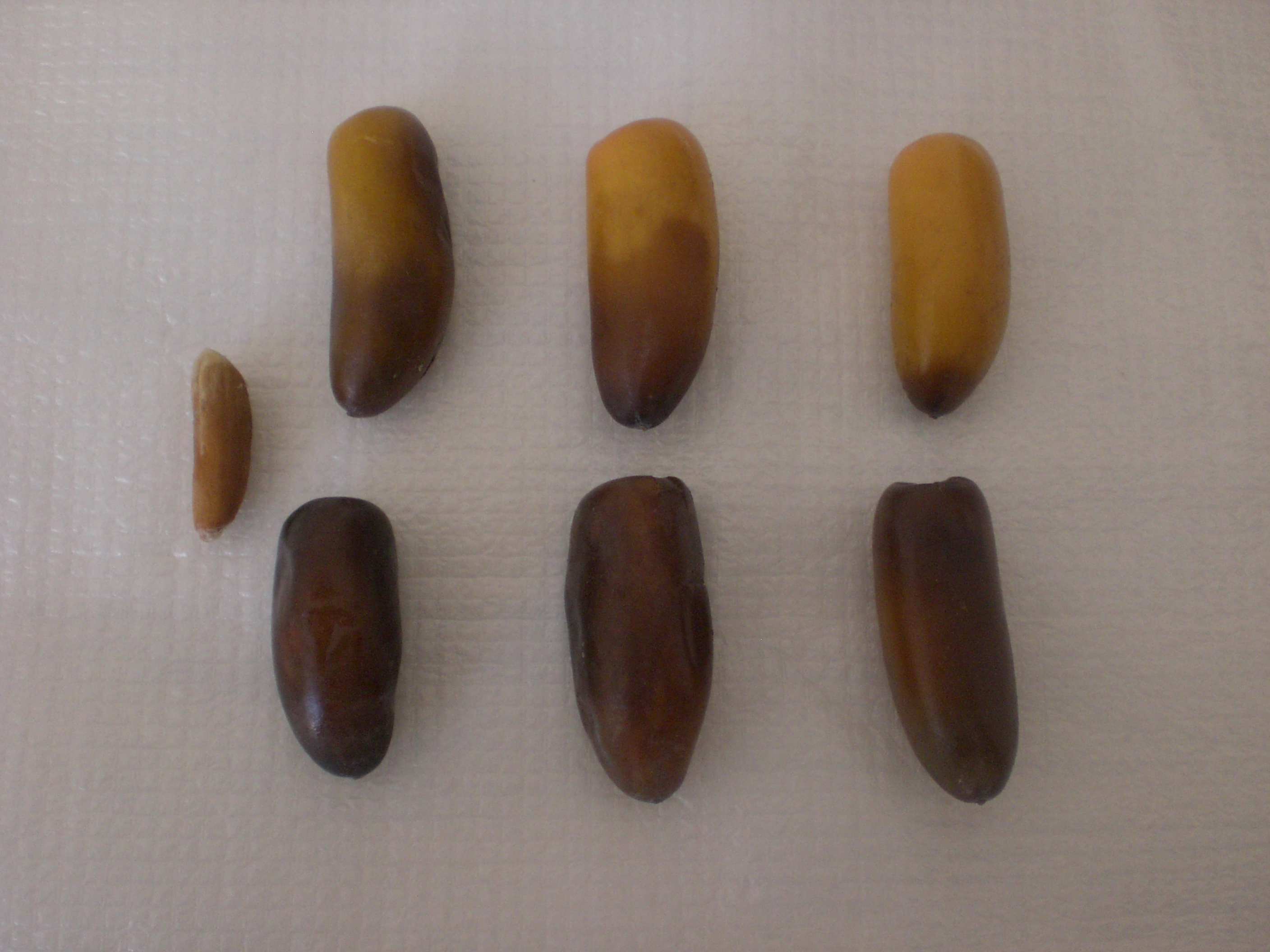
حالات تمرة القصبي
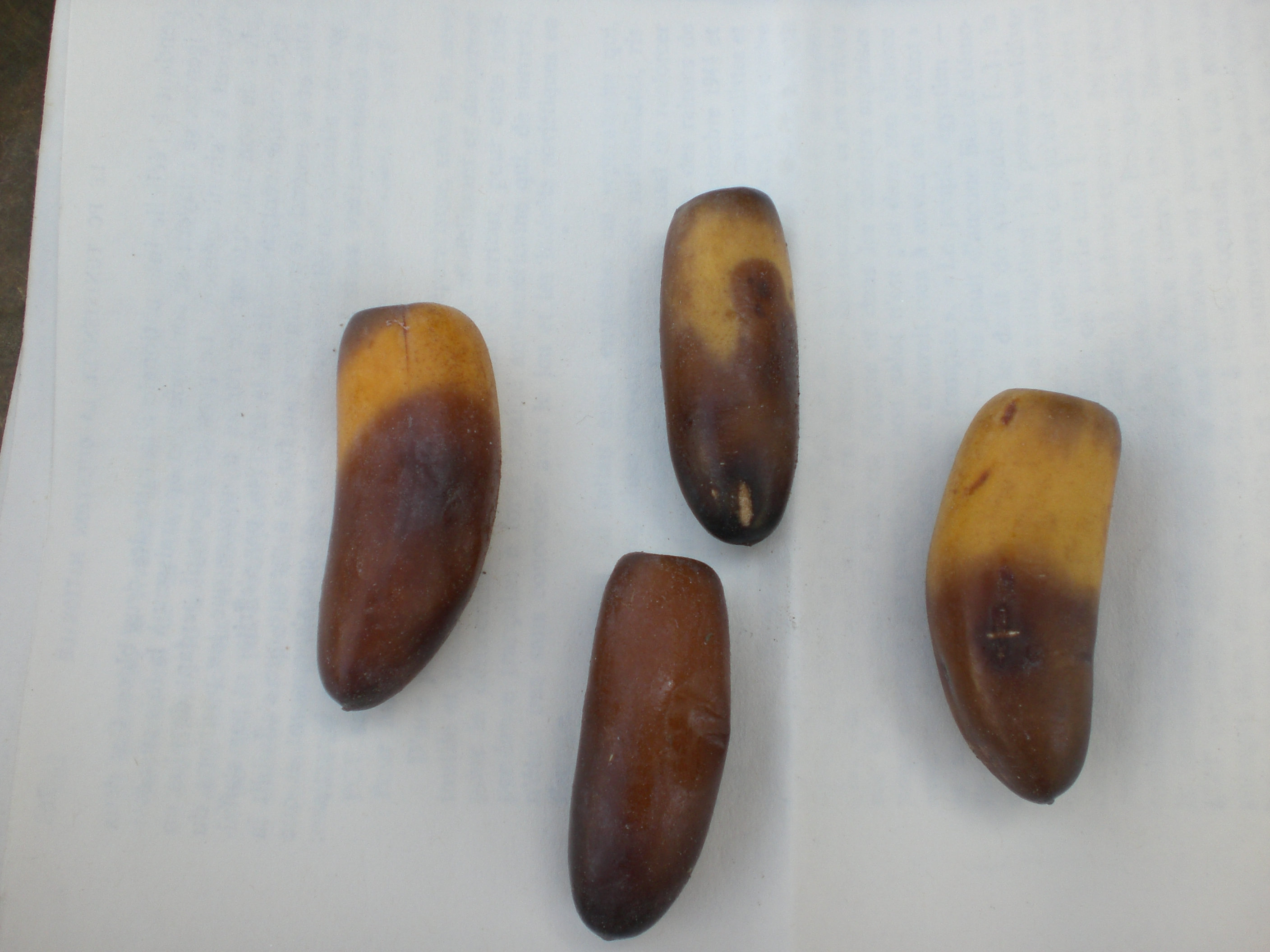
تمر القصبي
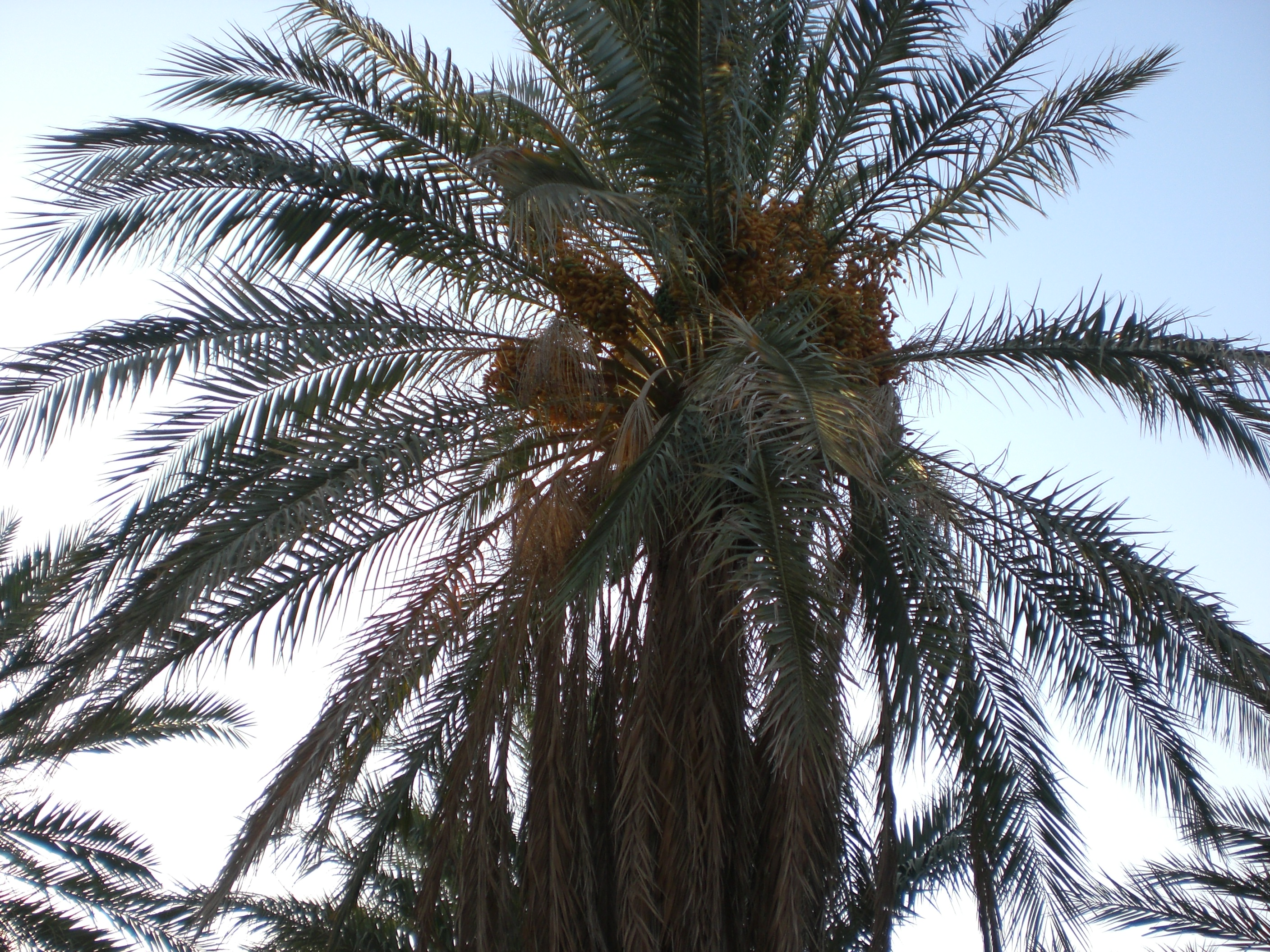
نخلة القصبي بواحة قبلي-تونس
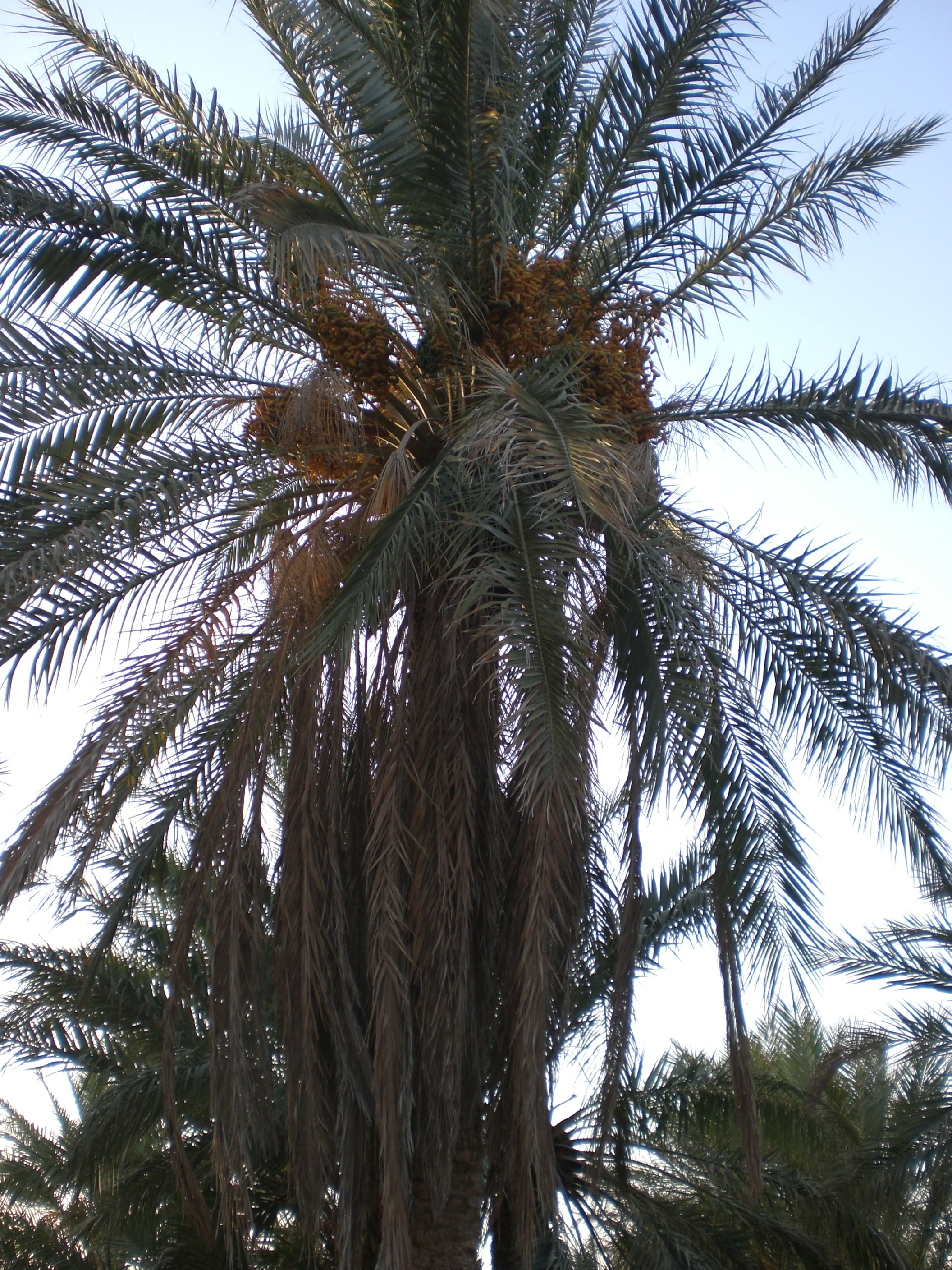
نخلة القصبي
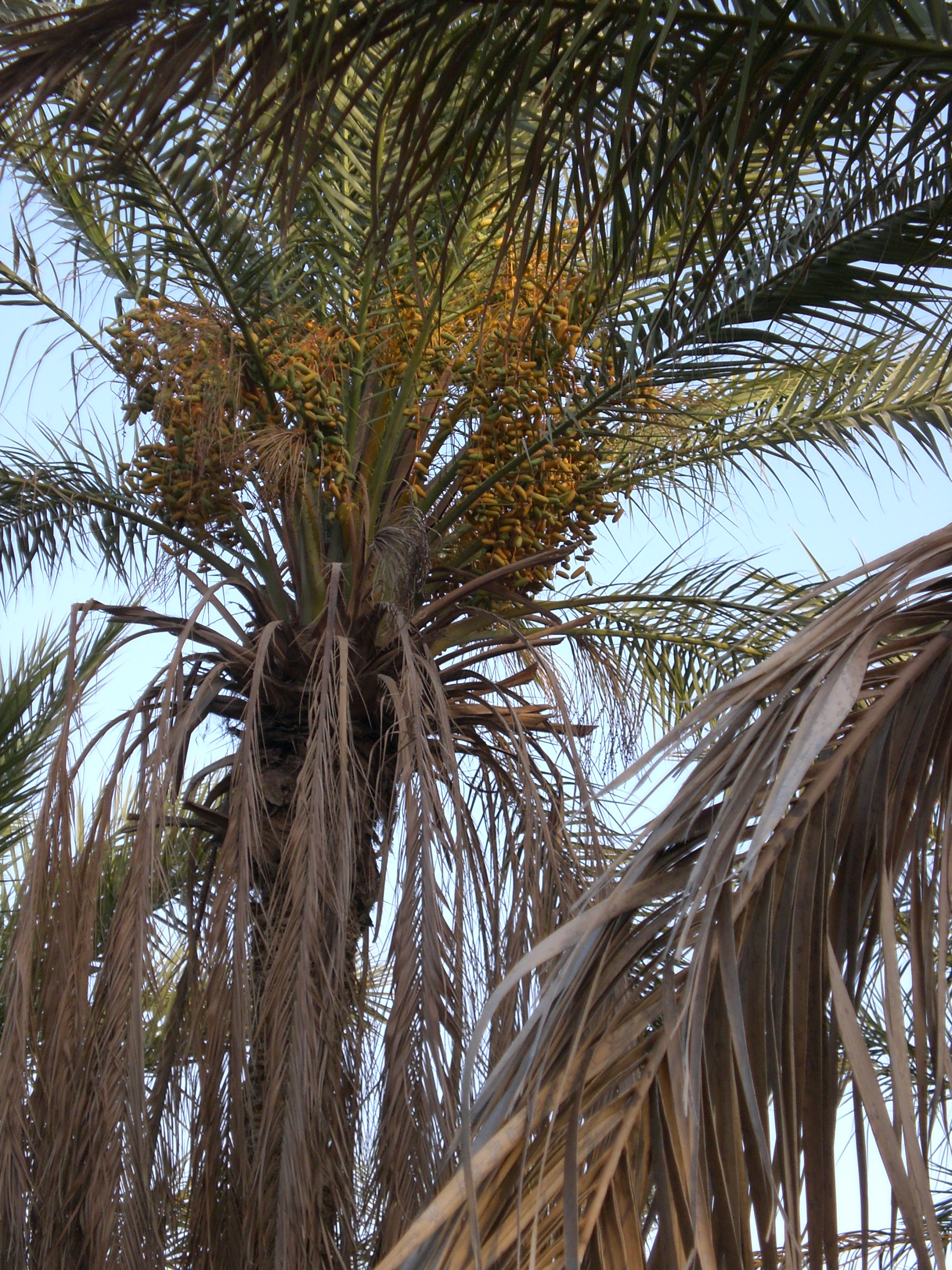
نخلة القصبي بثمارها